# Alberto Regazzoni
Alberto Regazzoni (Lugano, 4 mei 1983) is een Zwitsers voetballer. Hij speelt sinds het seizoen 2010-2011 als aanvaller voor FC St. Gallen.

## Interlandcarrière
Onder leiding van bondscoach Köbi Kuhn maakte Regazzoni zijn debuut voor de Zwitserse nationale ploeg op zaterdag 2 september 2006 in de vriendschappelijke wedstrijd tegen Venezuela (1-0) in Bazel, net als Gökhan Inler. Hij viel in dat duel na 68 minuten in voor Hakan Yakin. Regazzoni speelde in totaal drie interlands voor zijn vaderland.

## Erelijst
FC Sion
- Schweizer Cup

2006